# 南圣菲
南圣菲是巴西圣保罗州的一个市镇。总面积208.245平方公里，总人口29192人，人口密度140.2人/平方公里。